# Anna Aloys Henga
Anna Aloys Henga és una advocada i activista tanzana. És coneguda pels seus serveis socials incloses iniciatives d'empoderament femení com ara la coordinació de la campanya anti-mutilació genital femenina a Tanzània. És també una activista pels drets humans i ha estat directora executiva de la Legal and Human Rights Center (LHRC). L'any 2015, va ser pressionada perquè es presentés a les eleccions generals de Tanzània. També és coneguda per motivar altres dones a implicar-se en la política a Tanzània. Va guanyar el Premi Internacional Dona Coratge l'any 2019. Va ser una de les tres dones africanes, juntament amb Moumina Houssein Darar (de Djibouti) i Maggie Gobran (d'Egipte) de rebre aquest honor.